# THE WAVE ウェイヴ
『THE WAVE ウェイヴ』（原題：Die Welle）は、2008年制作のドイツのスリラー映画。監督はデニス・ガンゼル、出演はユルゲン・フォーゲルとフレデリック・ラウなど。PG12指定。
1967年にアメリカ合衆国カリフォルニア州の高校で教師のロン・ジョーンズによって行われたサードウェイブ実験を基にしたモートン・ルー（トッド・ストラッサー）の1981年の小説『ザ・ウェーブ』をドイツを舞台に翻案した作品。ドイツ本国では240万人を動員し、2008年の興行収入第1位を記録した。2008年度ドイツ映画賞助演男優賞受賞（フレデリック・ラウ）。

## ストーリー
高校教師のライナーは、授業で独裁政治について講義することになったが、ルールが特にないため、授業方法に悩む。そして考えついたのが、実際に独裁政治を行ってみるという体験授業であった。
ライナーは自らが指導者となり、規則を定めつつ集団の結束を説く。生徒たちはその実習にのめりこんでいき、ライナーに従いながら新たなアイディアや行動力を示していった。集団は「ウェイヴ」と名づけられた。
ところがライナーの意図しない範囲までウェイヴの活動は広まり、街中にロゴマークの落書きをする生徒が現れた。ウェイブの賛同者かそうでないかで差別をする者も現れた。
ライナーはウェイヴを制御できなくなりつつあることを悟り、生徒たちを集め活動の終了を宣言。みな熱が冷め解散しようとする中、これまで特に積極的にウェイヴとライナーのために行動してきた生徒が銃を取り出しクループの存続を強く迫った。ライナーの説得によりその生徒は銃を降ろしたかと思いきやそのまま自らに発砲し倒れた。
ライナーは警察に連行され、パトカーの中で頭を抱えて物語は終わる。

## キャスト
※括弧内は日本語吹替。
- ライナー・ベンガー: ユルゲン・フォーゲル（梅津秀行）
- ティム: フレデリック・ラウ（津賀康輔）
- マルコ: マックス・リーメルト（西田雅一）
- カロ: ジェニファー・ウルリッヒ（大越多佳子）
- デニス: ヤコブ・マッチェンツ（大野諭司）
- アンケ・ベンガー: クリスティアーネ・パウル
- ジナン: エリヤス・エンバレク
- ボンバー: マクシミリアン・フォルマー（ドイツ語版）
- リーザ: クリスティーナ・ド・レゴ（ドイツ語版）
- ケヴィン: マックス・マウフ（ドイツ語版）
- ファーディ: フェルディナンド・シュミット＝モドロウ（ドイツ語版）
- イェンス: ティム・オリヴァー・シュルツ（ドイツ語版）
- モナ: アメリ・キーファー（ドイツ語版）
- マルティン: デニス・ガンゼル